# عزلة الثلث (أرحب)

تعديل مصدري - تعديل

عزلة الثلث هي إحدى عزل مديرية أرحب في محافظة صنعاء اليمنية ويبلغ تعداد سكانها 5398 نسمة حسب التعداد السكاني في اليمن لعام 2004.

## وصلات خارجية
- الجهاز المركزي للإحصاء بالجمهورية اليمنية
- المركز الوطني للمعلومات باليمن
- World Gazetteer:Yemen
- الدليل الشامل